# Албіан Хайдарі
Албіан Хайдарі (нім. Albian Hajdari, нар. 18 травня 2003, Біннінген) — швейцарський футболіст, захисник клубу «Лугано».
Виступав за молодіжну збірну Швейцарії.

## Клубна кар'єра
Народився 18 травня 2003 року в Біннінгені. Вихованець юнацьких команд футбольних клубів «Еш» та «Базель».
У дорослому футболі дебютував 2020 року виступами за головну команду «Базеля», в якій протягом сезону взяв участь у 8 матчах елітного швейцарського дивізіону. 
У вересні того ж року юний гравець перебрався до італійського «Ювентуса», якому йог трансфер обійшовся у 4,5 мільйони євро. Проте у складі головної команди туринців так і не дебютував, натомість протягом наступних років продовжував грати за головну і другу команди «Базеля» на правах оренди.
Влітку 2022 року знову був орендований, цього разу клубом «Лугано», а у квітні 2023 року уклав із цією командою повноцінний контракт.

## Виступи за збірні
2018 року дебютував у складі юнацької збірної Швейцарії (U-15), загалом на юнацькому рівні взяв участь у 22 іграх, відзначившись одним забитим голом.
З 2021 року залучається до складу молодіжної збірної Швейцарії. На молодіжному рівні зіграв у 3 офіційних матчах.

## Статистика виступів

### Статистика клубних виступів
Станом на 15 липня 2024
| Сезон                | Команда              | Чемпіонат            | Чемпіонат | Чемпіонат | Національний кубок | Національний кубок | Національний кубок | Континентальні кубки | Континентальні кубки | Континентальні кубки | Інші турніри | Інші турніри | Інші турніри | Усього | Усього | Усього |
| Сезон                | Команда              | Ліга                 | Ігор      | Голів     | Ліга               | Ігор               | Голів              | Ліга                 | Ігор                 | Голів                | Ліга         | Ігор         | Голів        | Ігор   | Голів  |        |
| -------------------- | -------------------- | -------------------- | --------- | --------- | ------------------ | ------------------ | ------------------ | -------------------- | -------------------- | -------------------- | ------------ | ------------ | ------------ | ------ | ------ | ------ |
| 2020–21              | «Базель» II          | ЛП1                  | 4+1       | 0         |                    |                    |                    |                      |                      |                      |              |              |              | 5      | 0      |        |
| 2020–21              | «Базель»             | СЛ                   | 8         | 0         | КШ                 | 0                  | 0                  |                      |                      |                      |              |              |              | 1      | 0      |        |
| 2021–22              | «Базель» II          | ЛП1                  | 5         | 0         |                    |                    |                    |                      |                      |                      |              |              |              | 5      | 0      |        |
| Усього за Basilea II | Усього за Basilea II | Усього за Basilea II | 9+1       | 0         |                    |                    |                    |                      |                      |                      |              |              |              | 10     | 0      |        |
| 2021–22              | «Базель»             | СЛ                   | 1         | 0         | КШ                 | 0                  | 0                  |                      |                      |                      |              |              |              | 1      | 0      |        |
| Усього за «Базель»   | Усього за «Базель»   | Усього за «Базель»   | 9         | 0         |                    | 0                  | 0                  |                      |                      |                      |              |              |              | 9      | 0      |        |
| 2022–23              | «Лугано»             | СЛ                   | 18        | 0         | КШ                 | 5                  | 0                  | ЛК                   | 1                    | 0                    |              |              |              | 24     | 0      |        |
| 2023–24              | «Лугано»             | СЛ                   | 33        | 3         | КШ                 | 3                  | 0                  | ЛЄ + ЛК              | 2+4                  | 0                    |              |              |              | 42     | 3      |        |
| Усього за «Лугано»   | Усього за «Лугано»   | Усього за «Лугано»   | 51        | 3         |                    | 8                  | 0                  |                      | 7                    | 0                    |              |              |              | 66     | 3      |        |
| Усього за кар'єру    | Усього за кар'єру    | Усього за кар'єру    | 70        | 3         |                    | 8                  | 0                  |                      | 7                    | 0                    |              |              |              | 85     | 3      |        |

### Статистика виступів за збірну
Станом на 15 липня 2024